# Макс Хавелар
«Макс Хавелар; или Кофейные аукционы голландской торговой компании» (нидерл. Max Havelaar, of De Koffij-veilingen der Nederlandsche Handel-Maatschappij) — роман Мультатули (псевдоним Эдуарда Доувеса Деккера), написанный в 1860 году и сыгравший важную роль в формировании и изменении голландской колониальной политики в Голландской Ост-Индии в девятнадцатом и начале двадцатого века. Главный герой романа, Макс Хавелар, пытается бороться с коррумпированной системой администрации Нидерландской Ост-Индии.

## Предыстория
В конце XVIII века управление Нидерландской Ост-Индией (современная Индонезия) перешло от обанкротившейся Голландской Ост-Индской компании непосредственно к правительству Нидерландов. Чтобы увеличить доходы, голландское колониальное правительство внедрило ряд политик, названных Системой культивирования (нидерландский: culuurstelsel), которая обязывала индонезийских фермеров выращивать квоту коммерческих культур, таких как сахар и кофе, вместо выращивания основных продуктов питания для данного региона, таких как рис. В то же время колониальное правительство также внедрило систему сбора налогов, в которой сборщикам платили комиссионные. Комбинация этих двух стратегий привела к повсеместному злоупотреблению колониальной властью, особенно на островах Ява и Суматра, что привело к крайней бедности и массовому голоду фермеров. Колония управлялась минимальным количеством солдат и правительственных чиновников. Бывшие правители сохранили свою абсолютную власть и контроль над туземцами: довольно распространенная стратегия, используемая многими странами-колонизаторами.
Кроме того, Нидерланды заработали состояние на продаже опиума местным жителям; торговля опиумом началась за столетия до этого, во времена VOC. В то время опиум был единственным известным эффективным болеутоляющим средством, и значительный процент туземцев пристрастился к нему, оставаясь таким образом бедными и зависимыми. Чтобы отличить контрабандный опиум от легального, был добавлен простой реагент. После обнаружения контрабандист мог рассчитывать на суровое наказание.
Мультатули написал книгу «Макс Хавелар» в знак протеста против этой колониальной политики, но другой его целью было нажить состояние после его ухода с государственной службы. Несмотря на лаконичный стиль написания, он помог осознать европейцам, жившим в Европе в то время, что богатство, которым они наслаждались, было результатом страданий в других частях мира. Это произведение в конечном итоге сформировало мотивацию для новой этической политики, с помощью которой голландское колониальное правительство пыталось «выплатить» свой долг своим колониальным подданным, предоставляя образование некоторым классам коренных жителей, обычно представителям элиты, лояльной колониальному правительству.
Индонезийский писатель Прамудья Ананта Тур утверждал, что, инициировав эти образовательные реформы, «Макс Хавелар», в свою очередь, был ответственен за националистическое движение, которое положило конец голландскому колониализму в Индонезии после 1945 года и сыграло важную роль в призыве к деколонизации в Африке и других странах мира. Таким образом, по словам Прамудьи, «Макс Хавелар» — «книга, убившая колониализм».
В последней главе автор объявляет, что переведет книгу «на те немногие языки, которые я знаю, и на многие языки, которые я могу выучить». На данный момент «Макс Хавелар» переведен на тридцать четыре языка. Впервые он был переведен на английский язык в 1868 году. В Индонезии роман был назван источником вдохновения для Сукарно и других ранних националистических лидеров. «Макс Хавелар» не был переведен на индонезийский язык вплоть до 1972 года.
История Макса Хавелара, голландского колониального администратора, рассказана в романе двумя диаметрально противоположными персонажами: лицемерным торговцем кофе Батавусом Другстоппелем, который намеревается использовать рукописи Хавелара, чтобы написать о торговле кофе, и романтичным немецким учеником Штерном, который вступает во владение, когда Другстоппель теряет интерес к рукописям. Начальная глава книги прекрасно задает тон сатирической природе того, что последует, а Другстоппель подробно излагает свое напыщенное и корыстное мировоззрение. В самом конце романа сам Мультатули берет перо, и книга завершается осуждением голландской колониальной политики и призывом к королю Нидерландов Вильгельму III вмешаться от имени его индонезийских подданных.

## Экранизация
Экранизация романа была выпущена в 1976 году режиссёром Фонсом Радемакерсом в рамках голландско-индонезийского партнерства. Фильм «Макс Хавелар» не разрешали показывать в Индонезии до 1987 года. 